# Gustav Sahlin
Gustav Sahlin (thailändisch อูลิเวอร์ กรานแบร์ย, * 30. Juli 1999 in Schweden) ist ein thailändisch-schwedischer Fußballspieler.

## Karriere
Gustav Sahlin spielte bis Ende März 2021 beim Viertligisten IK Tord in Jönköping. Über die schwedischen Stationen Assyriska IK und dem Zweitligisten Skövde AIK, wo er ein Zweitligaspiel bestritt, wechselte er im Juli 2022 nach Thailand. Hier schloss er sich dem Erstligisten Port FC an. In der Hinrunde stand er dreimal in der ersten Liga auf dem Spielfeld. Zur Rückrunde 2022/23 wechselte er im Januar 2023 auf Leihbasis zum Zweitligisten Customs United FC. Mit dem Verein aus Samut Prakan wurde man am Ende der Saison 2022/23 Tabellendritter und qualifizierte sich somit für die Aufstiegsspiele zur ersten Liga. Hier musste man sich jedoch im Finale gegen den Uthai Thani FC geschlagen geben. Nach der Ausleihe kehrte er zu Port zurück. Bis Dezember 2023 kam er zweimal in der ersten Liga für Port zum Einsatz. Im Januar 2024 wurde er an den Zweitligisten Nakhon Si United FC nach Nakhon Si Thammarat ausgeliehen. Die Saison 2023/24 wurde er mit dem Verein Tabellenfünfter und qualifizierte sich somit für die Aufstiegsspiele zur ersten Liga. Hier konnte man sich jedoch nicht gegen den Rayong FC durchsetzen und verblieb in der zweiten Liga. Nach neun Ligaspielen, in denen er einen Treffer erzielte, wurde sein Leihvertrag im Sommer 2024 nicht verlängert. Nach der Ausleihe kehrte er zu Port zurück. Hier wurde sein Vertrag jedoch nicht verlängert. Im August 2024 kehrte er nach Schweden zurück. Hier schloss er sich dem Drittligisten Jönköpings Södra IF in Jönköping an.